# Disney: Отвечай, не зевай!
«Disney: Отвечай — не зевай!» (англ. Disney Think Fast) — компьютерная игра в жанре викторины, разработанная Disney Interactive Studios в сотрудничестве с Magenta Software, посвящённая тематике мультфильмов студии Disney и выпущенная на платформы Wii и PlayStation 2 в 2008 году.
Эстетика геймплея игры стилизована под телевизионную игру в жанре викторины, в которой принимают участие персонажи оригинальной диснеевской вселенной (Микки Маус, Минни Маус, Дональд Дак, Дейзи Дак, Гуфи, Кларабель Кау, Гораций Хорсколлар, Скрудж Макдак, Магика де Гипноз и Пит). Ведущим игры выступает Джинни из франшизы «Аладдин».

## Игровой процесс
В каждой игре участвует до четырёх игроков, которые могут играть за различных персонажей Диснея, включая Микки Мауса, Минни Маус, Дональда Дака, Дейзи Дак, Гуфи, Корову Кларабель и Горация Хорсеколлара. В игре представлено 4 этапа — Океанский грот, Риджентс-парк, Гавайский пляж и Земли Прайда. Каждая игра длится 30-40 минут и состоит из 15 раундов, в рамках которого участникам задаётся один из более 5000 вопросов с 2—4 вариантами ответов. В поздних раундах число очков, выдающихся за правильные ответы, увеличивается, а за неправильные очки начинают сниматься.